# Marta Rašlová
Marta Rašlová (* 29. května 1949, Bratislava, Československo) je slovenská herečka.

## Život
Do filmu Martu Rašlovou objevili v sedmnácti letech ve Vysokoškolském klubu, ale herectví se ze začátku příliš nevěnovala. Od dětství se věnovala baletu. Jejími prvními filmy byly například snímky Zmluva s ďiablom, Tango pre medveda nebo Daleko do neba. Známým filmem je film Juraje Herze Holky z porcelánu, kde ztvárnila roli sexy skladnice jménem Helena. Účinkovala v dramatu Antonína Kachlíka Jezdec formule risk, kde hrála dívku využívající city svého kamaráda, kterého hrál herec Alexej Okuněv. Později začínala Marta Rašlová dostávat menší role a hrála i ve filmech německé produkce (Oh, diese Tante, Viechereien a Alma schafft alle). Naposledy se objevila v pohádce Láska na vlásku. Účinkuje ve Slovenském národním divadle a ve Študiu L+S.

## Filmografie
- 1967 – Zmluva s ďiablom – Ička Borošová
- 1973 – Jezdec formule risk – Marie Růžičková, zvaná Rosmery
- 1974 – Holky z porcelánu – skladnice Helena
- 1985 – Iná láska – Edova žena
- 2007 – Ordinácia v ružovej zahrade
- 2014 – Láska na vlásku – krčmářka